# Heteropalpia exarata
Heteropalpia exarata là một loài bướm đêm trong họ Erebidae.